# Georgios Averof (cruzador)
O Georgios Averof (Γεώργιος Αβέρωφ) é um cruzador blindado que foi operado pela Marinha Real Helênica e a terceira e última embarcação da Classe Pisa, depois do Pisa e Amalfi. Sua construção começou em 1907 na Cantieri Navale Fratelli Orlando em Livorno  e foi lançado ao mar em março de 1910, sendo comissionado em maio do ano seguinte. É armado com uma bateria principal composta por quatro canhões de 234 milímetros montados em duas torres de artilharia duplas, tinha um deslocamento carregado de dez mil toneladas e alcançava uma velocidade máxima de 23 nós.
O navio foi originalmente encomendado pela Marinha Real Italiana, mas foi comprado pela Grécia em outubro de 1909 com o dinheiro deixado pelo benfeitor George Averoff, com o cruzador sendo nomeado em sua homenagem. O Georgios Averof foi a capitânia grega durante a Primeira Guerra Balcânica, participando das Batalhas de Elli e Lemnos. Pouco fez na Primeira Guerra Mundial, sendo tomado pelos franceses depois da Noemvriana para que não fosse usado contra os Aliados. Em seguida participou da Guerra Greco-Turca, ajudando a evacuar refugiados após a derrota grega.
O Georgios Averof passou por uma modernização na França entre 1925 e 1927, enquanto em 1935 foi tomado por rebeldes durante uma tentativa de golpe de estado. Na Segunda Guerra Mundial, escapou para o Egito em 1941 depois da derrota Aliada na Batalha da Grécia e passou o ano seguinte escoltando comboios e patrulhando o Oceano Índico. O navio transportou o governo grego no exílio de volta para Atenas no final de 1944. Seu resto de carreira foi tranquilo e foi descomissionado em agosto de 1952, tendo sido transformado em um navio-museu em Falero em 1984.